# William Bunge
William Bunge   (La Crosse, 1928 - 31 d'octubre de 2013) William Wheeler Bunge Jr,  és un geògraf i investigador nord-americà. És conegut pel seu treball en geografia quantitativa, sobre teoria espacial i per les seves posicions antimilitaristes en el marc de la geografia radical .

## Biografia
Després de servir a l'exèrcit dels Estats Units durant la Guerra de Corea (1950–1952), Bunge va estudiar geografia amb Richard Hartshorne a la Universitat de Wisconsin, on va obtenir un màster el 1955. Va continuar els seus estudis a la Universitat de Seattle. Bunge es trobava entre el grup de joves geògrafs que, sota el lideratge d'Edward Ullman i William Garrison, van donar lloc a allò que més tard s'anomenaria la revolució quantitativa. Després de defensar una tesi doctoral titulada Theoretical geography (1960), Bunge va ser contractat com a professor a la Universitat d'Iowa, però va ser acomiadat un any més tard. El 1962, va ser nomenat professor ajudant a la Universitat Estatal de Wayne de Detroit, on va romandre fins al 1969.
Amb el seu llibre Theoretical Geography, publicació fruit de la seva tesi l'any 1962, Bunge es va convertir en una de les figures internacionals de referència de la geografia quantitativa. Però, durant la dècada de 1960, trencà amb l'enfocament quantitatiu, considerant que les eines que havia desenvolupat a través de la seva recerca estaven "estretament vinculades als interessos industrials i comercials". A més, pel que fa a l'ús que se'n fa de la seva recerca durant les operacions de planificació segregativa a Detroit, pren consciència del caràcter eminentment polític, segons ell, de la recerca en geografia, i considera que cal vincular la recerca teòrica i el treball de camp.
Aleshores, Bunge es va implicar activament en la millora de la situació dels grups marginats als nuclis urbans nord-americans. El 1965, mentre preparava la segona edició de Theoretical Geography, van començar els forts bombardejos de la guerra del Vietnam. Llavors es va implicar també en el moviment pacifista i va participar en les marxes de Selma a Montgomery, part del moviment pels drets civils i contra el segregacionisme. El 1966 es va traslladar a Chicago per participar en les protestes del moviment dels drets civils, on, durant la seva estada, va poder investigar el que ell anomena la "supervivència" dels infants dels barris desfavorits.
Les seves opinions radicals sobre la guerra del Vietnam i el moviment dels drets civils van provocar conflictes amb la comunitat acadèmica. El 1967, el govern nord-americà l'inclogué a la llista negra com a simpatitzant comunista i, com a conseqüència, ja no podia ensenyar a les universitats estatunidenques, de forma que la Universitat Estata de Wayne no va renovar el seu contracte. Després de ser expulsat de la vida acadèmica, el 1968 va fundar amb Gwendolyn Warren la Detroit Geographical Expedition and Institute dins de la Society for Human Exploration i va dur a terme investigacions sobre el barri negre de Fitzgerald a Detroit, a partir de les quals va escriure una monografia, Fitzgerald: Geography of a Revolution.
El 1970, decebut amb la societat estatunidenca, es va traslladar al Canadà, on va ensenyar a la Universitat d'Ontario Occidental el 1970 i el 1971, i després a la Universitat de York. Les seves crítiques regulars a les opinions polítiques d'alguns dels seus col·legues durant les seves conferències li van impedir obtenir un càrrec permanent.
Ja no va ocupar més càrrecs universitaris a partir de 1973 i, durant un temps, es va convertir en taxista a Toronto, abans d'establir-se en una petita ciutat del Quebec. Va publicar una darrera obra el 1988, Nuclear War Atlas. El 1988 Bunge va ser nomenat "representant del Partit Comunista del Quebec al Govern del Canadà".

## Contribucions a la geografia

### Theoretical Geography
La primera edició d'aquesta obra va aparèixer el 1962 i la segona el 1966. Per a Kevin R. Cox és "potser el text fundacional de la revolució espacial quantitativa". També s'inclou un extracte a la col·lecció Key Texts in Human Geography.
Segons Bunge, la geografia és una ciència que, com les altres, es defineix per un determinat objecte de coneixement (per a la geografia és la Terra com a "llar de la humanitat"). Observa que cada ciència té un aspecte factual i empíric d'una banda i un aspecte teòric de l'altra. Tanmateix, pel que fa a la geografia, Bunge assenyala molts treballs sobre els fets però molt pocs sobre la teoria.
Per a Bunge, s'havien de descobrir lleis simples sobre la superfície de la Terra, i en particular sobre els patrons dels fenòmens que s'hi trobaven. Es trobarien tant per als fenòmens humans com físics, i com que l'estudi d'un podria informar l'altre, tenia sentit que els departaments de geografia tinguessin ambdues branques de la geografia: física i humana. La clau per entendre aquests models és la geometria, que permet una descripció precisa dels models, i, a través dels teoremes que el componen, permet a l'investigador raonar sobre el model i, a partir d'aquí, sobre la teoria.

### Detroit Geographical Expedition and Institute
Després de ser una figura central de la revolució quantitativa en la geografia, Bunge va fer un gir cap a la geografia radical, molt vinculat amb els seus posicionaments polítics i a la seva experiència personal al barri de Fitzgerald de Detroit, on se n'adona dels processos d'especulació i repressió allà presents. Va acabar sent una de les figures clau en la crítica a la geografia quantitativa.
Un dels punts de referència més importants en el desenvolupament de la geografia radical foren les seves "expedicions geogràfiques" que va fer a Detroit amb la Detroit Geographical Expedition and Insitute fundada per ell mateix. En aquestes exploracions, Bunge, resident del barri de Fitzgerald de Detroit, intentava aplicar els seus coneixements geogràfics al servei de la comunitat del barri, que es trobava en procés de "ghettització" amb una forta especulació del sòl i repressió social. Bunge es va posar a disposició de les organitzacions comunitàries, intentant ajudar-les a resoldre les questions existents. Ràpidament es va adonar que els seus veïns sabien molt més que ell sobre el barri i es va posar a recolectar ingormació, a reconstruir la història del barri. Va començar a ensenyar a aquests geògrafs populars i espontanis informalment diversos mètodes geogràfics i com fer-los servir en la lluita per la conservació i protecció del seu barri.
A partir d'aquestes expedicions informals amb els veïns, en cooperació amb diverses universitats, es creà la Detroit Geographical Expedition and Insitute, que oferia cursos sobre aspectes geogràfics de la planificació urbana dedicats a estudiants dels barris afroamericans més pobres de la ciutat. El nombre d'estudiants matriculats va créixer enormement d'una cincuantena l'estiu de 1968 fins vora els 500 a la primavera de 1970. Aquell any acabà tot, ja que es va suprimir el seu suport econòmic i Bunge va ser expulsat del món acadèmic per haver sigut afegit a la lista negra de simpatitzants comunistes. Això va suposar la fi pel projecte de Bunge, que es va veure forçat a deixar els EUA i anar-se'n al Canadà. L'expedició Detroit va causar interès i va donar peu a noves expedicions a altres ciutats com Montreal, Londres, Toronto o Vancouver.

## L'escola de Seattle
Bunge va formar part d'un grup d'estudiants de geografia influenciats per les idees d'Edward Ullman quan era professor a la Universitat de Seattle de 1951 a 1976. Ell va definir la geografia com "la ciència de les interaccions espacials".
Aquest grup, conegut com a "Escola de Seattle", va incloure sobretot William Garrison, Donald Hudson, Duane Marble, Brian Berry, Michael F. Dacey, Richard Morrill, John D. Nystuen, Arthur Getis i Waldo Tobler, que van obtenir posicions en diverses universitats nord-americanes i l'enfocament de les quals va atreure ràpidament l'atenció d'altres geògrafs, com ara Leslie J. King, Leslie Curry, Maurice Yeates, Peter Haggett i Richard Chorley al Regne Unit en particular.

## Publicacions
- Bunge, W., 1962. Theoretical Geography. First Edition. Lund Studies in Geography Series C: General and Mathematical Geography. Lund, Suède: Gleerup.[10]
- Bunge, W., 1964. Geographical Dialectics. The Professional Geographer, 16(4):28 - 29 doi:10.1111/j.0033-0124.1964.028_q.x
- Bunge, W., 1966. Gerrymandering, Geography, and Grouping. Geographical Review, vol. 56, 256–263.
- Bunge, W., 1966. Locations Are Not Unique. Annals of the Association of American Geographers, vol. 56, 375–376.
- Bunge, W., 1966. Theoretical Geography. Second Edition. Lund Studies in Geography Series C: General and Mathematical Geography, No. 1. Lund, Sweden: Gleerup.[11]
- Bunge, W., 1968. Fred K. Schaefer and the science of geography. Harvard Papers in Theoretical Geography, Special Papers Series, Paper A, Laboratory for Computer Graphics and Spatial Analysis, Harvard University, Cambridge, MA.
- Bunge, W., 1969. The first years of the Detroit Geographical Expedition: a personal report, Published by Detroit, Society for Human Exploration. 59 p. Dewey:910/.7/11 LC: G74.5.B8
- Bunge, W., 1969. Atlas of Love and Hate. Détroit, The Society for Human Exploration
- Bunge, W., 1971. Fitzgerald; Geography of a Revolution. Cambridge, MA: Schenkman.
- Bunge, W., 1973. The Geography. Professional Geographer, Vol. 25, 331–337.
- Bunge, W., 1973. The Geography of Human Survival. Annals of the Association of American Geographers, Vol. 63, 275-295.
- Bunge, W., 1973. Commentary: spatial prediction. Annals of the Association of American Geographers, Vol. 63(4): 566-568.
- Bunge, W., 1974. Fitzgerald from a Distance. Annals of the Association of American Geographers, Vol. 64, 485-489.
- Bunge, W. and R. Bordessa. 1975. The Canadian alternative - survival. Expeditions and urban change. York University, Toronto.
- Bunge, W., 1979. Perspective on Theoretical Geography. Annals of the Association of American Geographers, Vol. 69, 169-174.
- Bunge, W., 1979. Fred K. Schaefer and the Science of Geography. Annals of the Association of American Geographers, Vol. 69, 128–132.
- Bunge, W., 1988. The Nuclear War Atlas. New York: Blackwell.